# José Landero Corchado
José Landero Corchado (Alburquerque, 16 de desembre de 1784 - Madrid, 9 de juny de 1848) va ser un militar, jurista i polític liberal espanyol, ministre durant la minoria d'edat d'Isabel II.
Com a militar, va combatre en la guerra del francès, la qual cosa va retardar la seva formació acadèmica, llicenciant-se en Dret en 1811. Durant el regnat de Ferran VII es va unir als liberals, i fou jutge de Talavera de la Reina durant el Trienni Liberal. En 1823, restaurat l'absolutisme ferrandí, va marxar a França exiliat i no va tornar fins a l'amnistia de 1834.
Va ser escollit procurador en les Corts en 1836 i 1839 per la província de Badajoz, i senador en 1839 i 1841, durant la minoria d'edat d'Isabel II. Home de confiança de Baldomero Espartero, va ser nomenat ministre de Gracia i Justícia en el gabinet de José María Calatrava d'agost de 1836, càrrec que va exercir fins a 1837. En 1847 va ser nomenat senador vitalici.